# Royal Daring Hockey Club
Il Royal Daring Hockey Club è una società belga di hockey su prato con sede a Molenbeek-Saint-Jean, nella regione di Bruxelles-Capitale.

## Palmarès
- Campionato belga: 4

1946, 1947, 1948, 1949